# Herminadorp
Herminadorp ligt in het district Sipaliwini, Suriname, aan de Marowijnerivier, ca. 50 km ten ZW (stroomopwaarts) vanaf Albina.
Het dorp is in 1932 gesticht als een nederzetting voor werklozen (crisistijd van de jaren 1930) uit Paramaribo. Die zouden zich daar kunnen vestigen om in landbouw en goudwinning een bestaan op te bouwen. De plaats is niet geheel toevallig gekozen, want juist daar is over de gehele rivierbreedte een (lage) waterval, eigenlijk een reeks stroomversnellingen, onder de naam Arminavallen. Tot hier is de Marowijne vanaf zee bevaarbaar. De naam van de waterval en dus ook van het dorp zou te maken hebben met de echtgenote of dochter van de, vooralsnog onbekende, stichter van het dorp. In het dorp was ooit een zinkwitfabriek. Nu is het verlaten; in de omgeving woont slechts een handjevol mensen (2004, ca. 160 inw).
Affivisiti · Agaigoni · Ajokojokondre · Akani Pata · Aloepi 1 & 2 · Alopi · Antino · Antonio do Brinco · Apetina · Benanoe · Benzdorp · Clementi · Cottica · Draai · Drietabbetje · Gakaba · Godo-olo · Godoro · Granbori · Herminadorp · Intelewa · Kampoe · Kawemhakan · Koemakapan · Kontina · Lensidede · Maboga · Maisa Kampu · Manlobi · Moitaki · Monpoesoe · Nikie · Paloemeu · Peleloe Tepoe · Peruano · Poeketi · Poeloegoedoe · Ronaldo · Sajé · Tjon Tjon · Tutu Kampu · Wanfinga · Wehejok